# Epicauta normalis
Epicauta normalis är en skalbaggsart som beskrevs av Werner 1944. Epicauta normalis ingår i släktet Epicauta och familjen oljebaggar. Inga underarter finns listade i Catalogue of Life.